# 尾張旭市

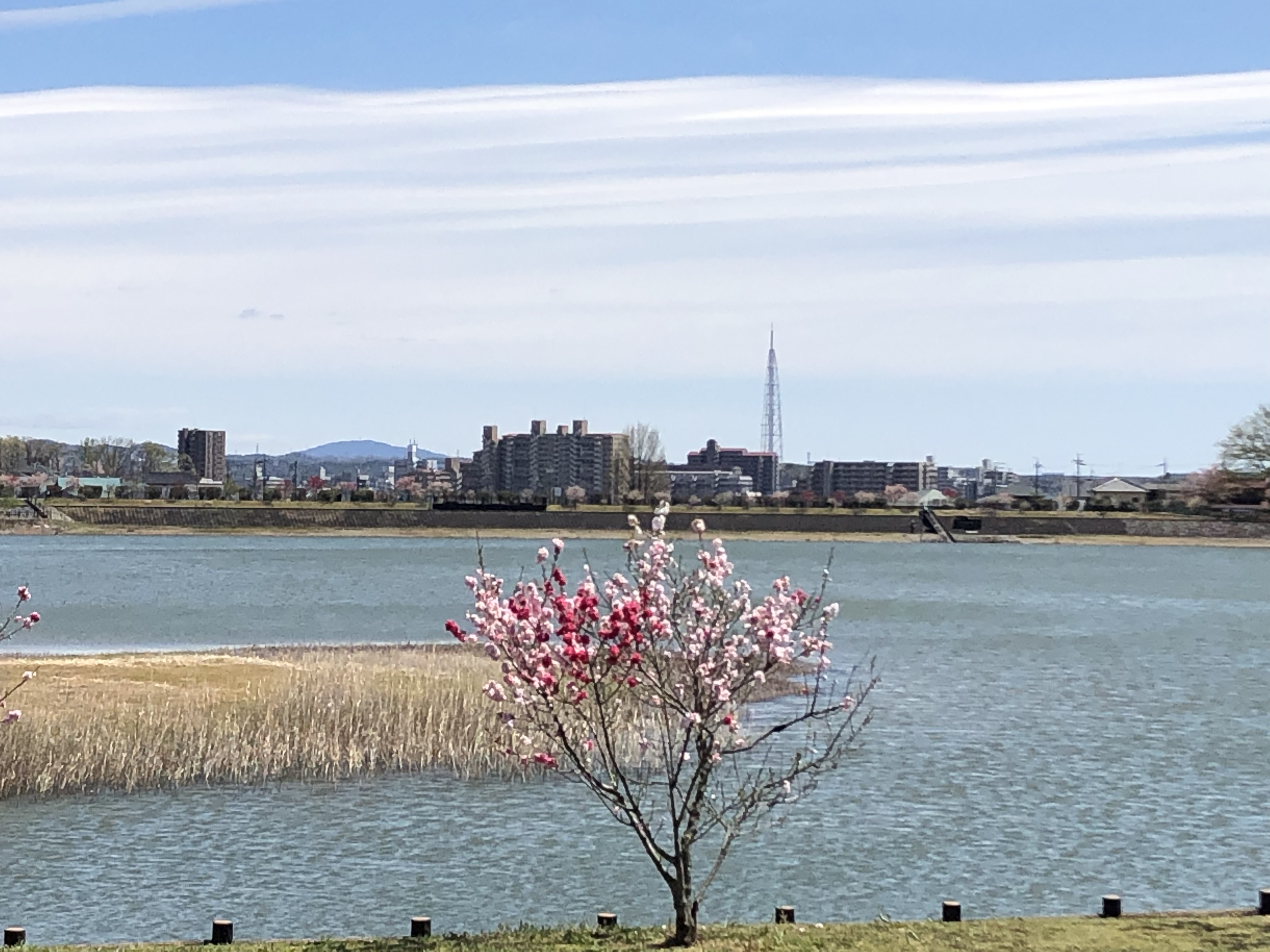
維摩池越しに見た、尾張旭中心市街の1つである三郷駅周辺のビルと瀬戸デジタルタワー、遠くに猿投山

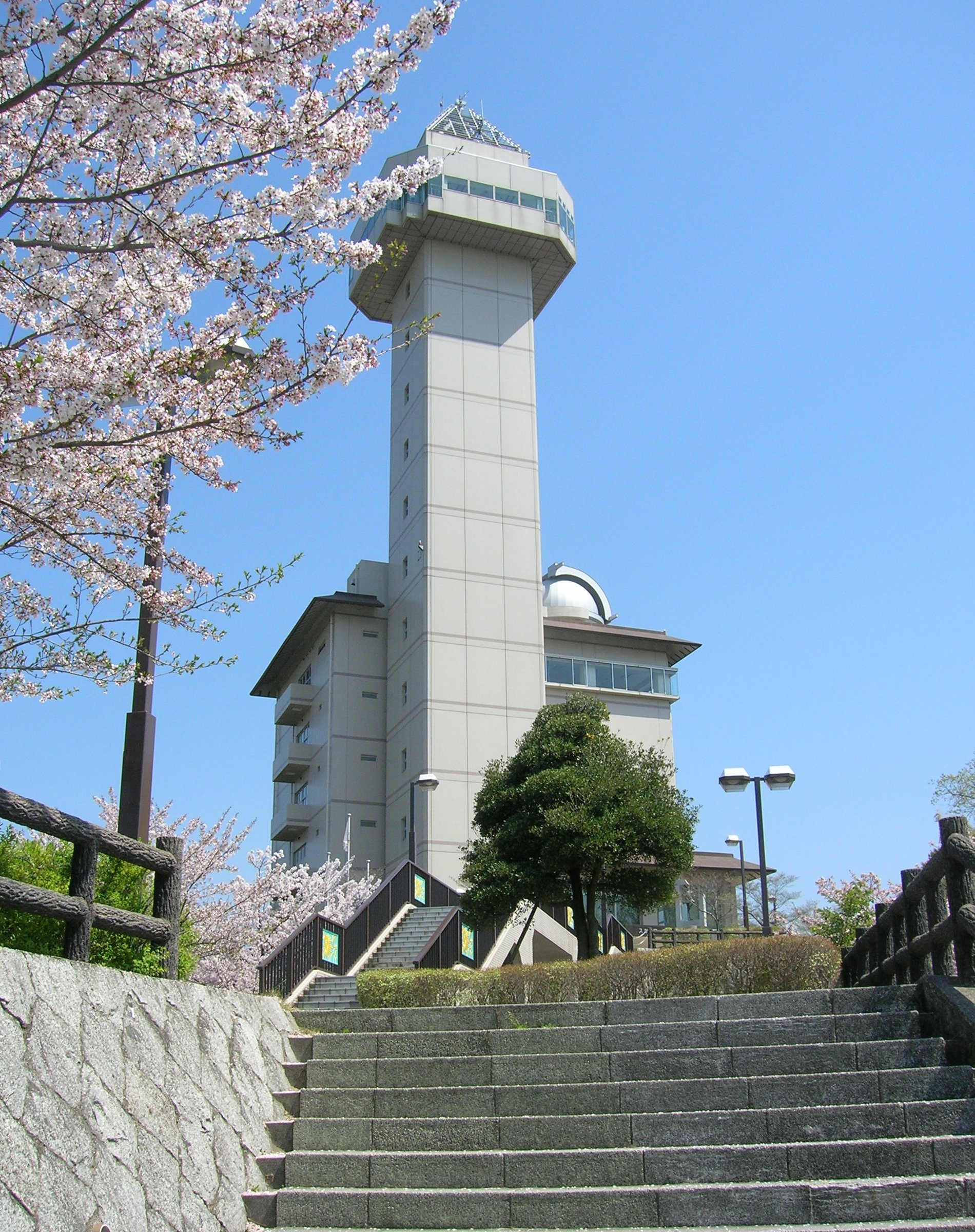
スカイワードあさひ

尾張旭市（おわりあさひし）は、愛知県の尾張地方に含まれる市。
1970年（昭和45年）12月1日に東春日井郡旭町が市制を施行し、愛知県下27番目の市として尾張旭市が発足した。名古屋市から瀬戸市へ伸びる瀬戸街道の中間に位置し、名古屋市の東部近郊たる尾張丘陵の工業・住宅都市である。市域に愛知県森林公園、城山公園、小幡緑地（東園）などの公園が多い。特に、愛知県森林公園は、市の面積の15%程度を占め、広大な県有林の中に、数々の体育施設・ゴルフ場・池・植物園等が配置されている。乗馬場は、1994年に開催された第49回国民体育大会（わかしゃち国体）の馬術競技会場として使用された。
2004年（平成16年）には世界保健機関西太平洋地域健康都市連合に加盟し健康都市宣言を行った。「寝たきりにさせない街づくり」「外に出かけたくなる街づくり」「住み続けたくなる街づくり」に基づく事業を施策し、「健康都市 尾張旭市」を標榜している。

## 地理

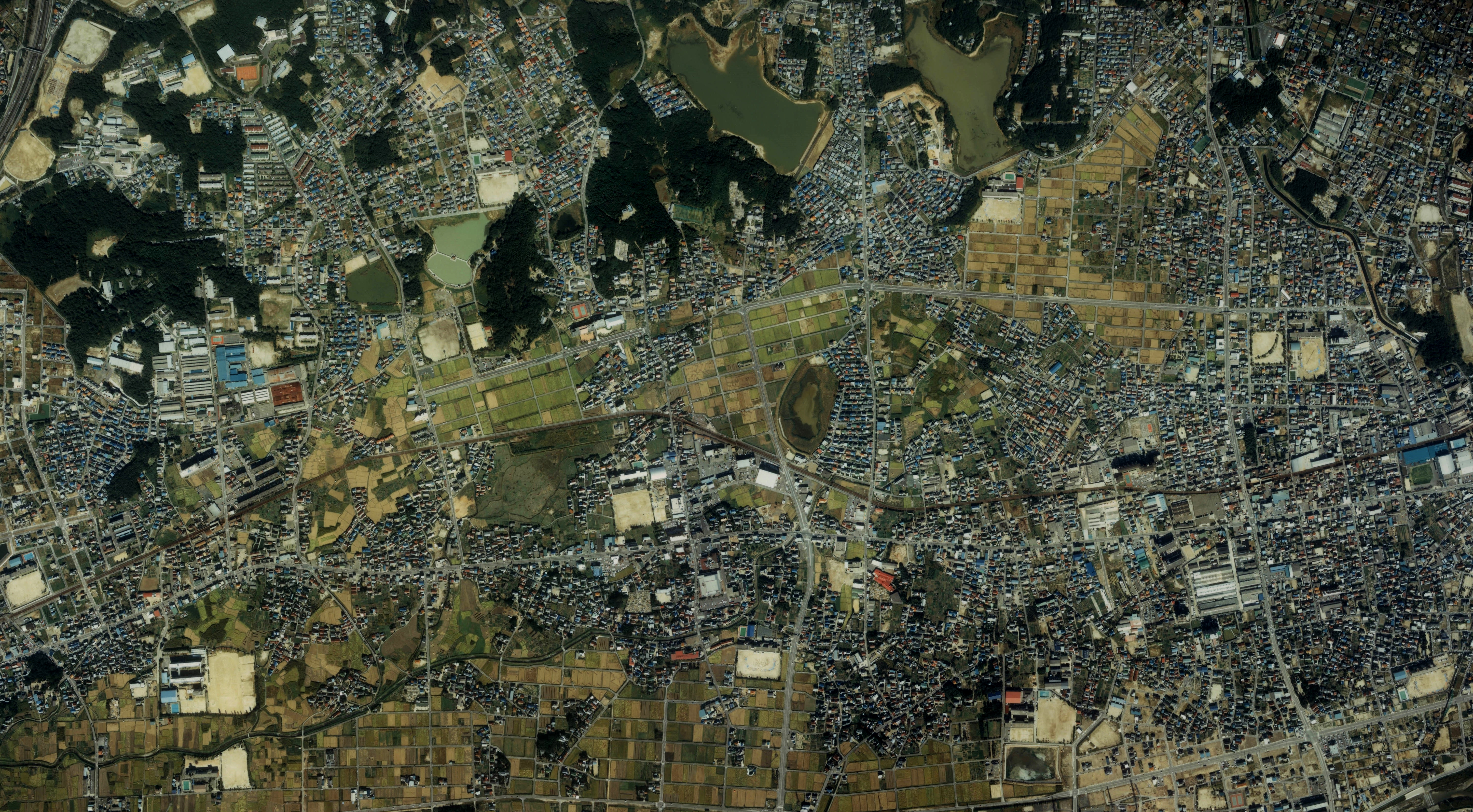
尾張旭市中心部周辺の空中写真。1987年撮影の3枚を合成作成。
。

市域は尾張丘陵の一部にあたる北部の丘陵地帯、南部の沖積台地、矢田川右岸に形成された中央部の沖積平野に分けられる。矢田川沿いと国道363号（瀬港線）沿い（通称本地ヶ原）を除いて全体的に起伏が多い。
北と西は名古屋市守山区、東は瀬戸市、南は長久手市に面している。

### 地形

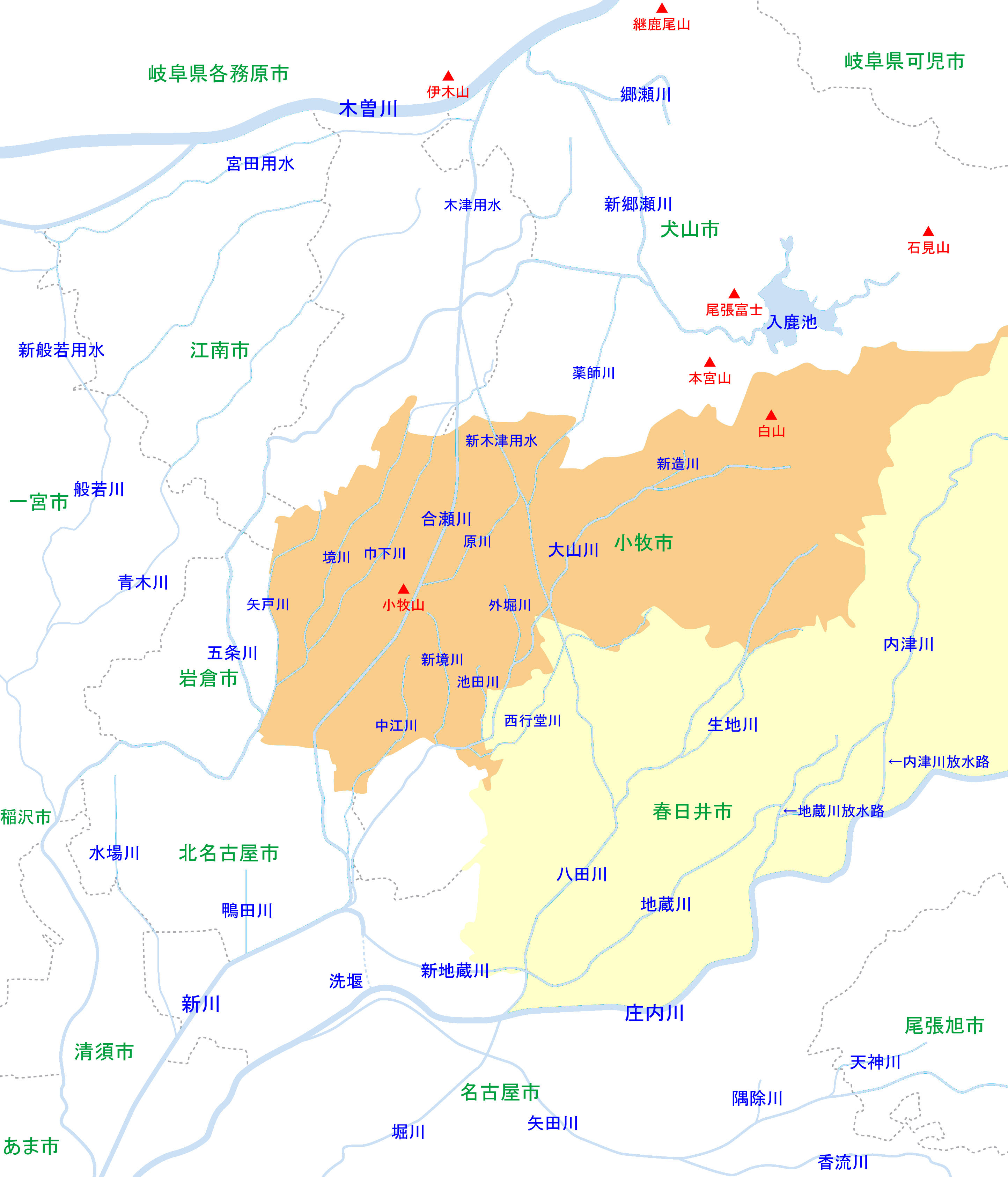
小牧市・春日井市周辺河川の位置関係図

河川
本市を流れる河川は、全て庄内川水系である。
- 一級河川
  - 矢田川
- 二級河川
  - 天神川

湖沼
- 岩本池
- 維摩池
- 大道平池
- 平池
- 濁池

### 尾張旭市の町・字
町名
- 庄中町 (市制施行時、印場の一部より成立)
- 東印場町 (市制施行時、印場の一部より成立)
- 印場元町 (市制施行時、印場の一部より成立)
- 南原山町 (市制施行時、新居の一部より成立)
- 東栄町 (市制施行時、新居の一部より成立)
- 大久手町 (市制施行時、新居の一部より成立)
- 旭ケ丘町 (市制施行時、新居の一部より成立)
- 北原山町 (市制施行時、新居の一部より成立)
- 新居町 (市制施行時、新居の一部より成立)
- 東大道町 (市制施行時、新居の一部より成立)
- 西大道町 (市制施行時、新居の一部より成立)
- 城前町 (市制施行時、新居の一部より成立)
- 城山町 (市制施行時、新居の一部より成立)
- 旭前町 (市制施行時、新居の一部より成立)
- 平子町 (市制施行時、新居の一部より成立)
- 西の野町 (市制施行時、稲葉の一部より成立)
- 稲葉町 (市制施行時、稲葉の一部より成立)
- 北山町 (市制施行時、稲葉の一部より成立)
- 下井町 (市制施行時、稲葉の一部より成立)
- 長坂町 (市制施行時、稲葉の一部より成立)
- 上の山町 (市制施行時、稲葉の一部より成立)
- 三郷町 (市制施行時、三郷の一部より成立)
- 瀬戸川町 (市制施行時、三郷の一部より成立)
- 井田町 (市制施行時、三郷・稲葉の各一部より成立)
- 緑町 (市制施行時、本地ケ原の一部より成立)
- 南新町 (市制施行時、本地ケ原の一部より成立)
- 南栄町 (市制施行時、本地ケ原の一部より成立)
- 晴丘町 (市制施行時、本地ケ原の一部より成立)
- 霞ケ丘町 (1971年、印場の一部より成立)
- 桜ケ丘町 (1971年、印場の一部より成立)
- 狩宿町 (1971年、三郷の一部より成立)
- 柏井町 (1973年、新居・旭ケ丘町の各一部より成立)
- 旭台 (1973年、新居・東栄町の各一部より成立)
- 東名西町 (1975年、印場元町・庄中町の各一部より成立)
- 東山町 (1978年、印場の一部より成立)
- 西山町 (1978年、印場の一部より成立)
- 庄南町 (1978年、印場の一部より成立)
- 大塚町 (1978年、印場の一部より成立)
- 吉岡町 (1978年、印場の一部より成立)
- 東大久手町 (1980年、新居・東栄町・大久手町の各一部より成立)
- 東三郷町 (1985年、三郷町・瀬戸川町の各一部より成立)
- 狩宿新町 (1985年、三郷町・瀬戸川町の各一部より成立)
- 平子ヶ丘町 (平子町などの一部より成立)
- 白鳳町 (印場元町などの一部より成立)
- 向町 (城前町・西大道町などの一部より成立)
- 根の鼻町 (東栄町などの一部より成立)
- 東本地ヶ原町 (晴丘町などの一部より成立)
- 南本地ヶ原町 (南栄町などの一部より成立)
- 北本地ヶ原町 (南新町などの一部より成立)
- 渋川町 (庄中町などの一部より成立)
- 旭前町1 - 6丁目 (2015年、旭前町・城前町の各一部より成立[3])
- 城前町1 - 4丁目 (2015年、城前町・平子町の各一部より成立[3])

大字
- 印場 (旧印場村、1979年庄南町に編入)
- 新居 (旧新居村)
- 稲葉 (旧八白村、市制施行時廃止)
- 三郷 (旧八白村、1971年廃止)
- 本地ケ原 (旭村時代の1945年稲葉の一部より成立、市制施行時廃止)

### 人口
| |                                          |  |
| 尾張旭市と全国の年齢別人口分布（2005年） | 尾張旭市の年齢・男女別人口分布（2005年） |  |
| ■紫色 ― 尾張旭市 ■緑色 ― 日本全国 | ■青色 ― 男性 ■赤色 ― 女性                |  |
| 尾張旭市（に相当する地域）の人口の推移 \| 1970年（昭和45年） \| 33,634人 \| \| \| 1975年（昭和50年） \| 44,061人 \| \| \| 1980年（昭和55年） \| 53,151人 \| \| \| 1985年（昭和60年） \| 57,415人 \| \| \| 1990年（平成2年） \| 65,675人 \| \| \| 1995年（平成7年） \| 70,073人 \| \| \| 2000年（平成12年） \| 75,066人 \| \| \| 2005年（平成17年） \| 78,394人 \| \| \| 2010年（平成22年） \| 81,140人 \| \| \| 2015年（平成27年） \| 80,787人 \| \| \| 2020年（令和2年） \| 83,144人 \| \| |                                          |  |
| 総務省統計局 国勢調査より |                                          |  |
| 1970年（昭和45年） | 33,634人                                 |  |
| 1975年（昭和50年） | 44,061人                                 |  |
| 1980年（昭和55年） | 53,151人                                 |  |
| 1985年（昭和60年） | 57,415人                                 |  |
| 1990年（平成2年） | 65,675人                                 |  |
| 1995年（平成7年） | 70,073人                                 |  |
| 2000年（平成12年） | 75,066人                                 |  |
| 2005年（平成17年） | 78,394人                                 |  |
| 2010年（平成22年） | 81,140人                                 |  |
| 2015年（平成27年） | 80,787人                                 |  |
| 2020年（令和2年） | 83,144人                                 |  |

### 隣接する自治体・行政区
愛知県
- 名古屋市（守山区）[注 2]
- 瀬戸市
- 長久手市

## 歴史

### 古代
縄文時代から人が住み着き、弥生時代には集落の存在があったことが遺跡の調査から確認されており、豪族の古墳、条里制の遺構も見られ、古墳時代には東海地方の中で最も早く須恵器の生産が始まったことが判明している。673年には澁川神社が遷座されている。

### 中世
中世は山田郡に属し、水野氏などの豪族が住み着き1584年（天正12年）には小牧・長久手の戦いの白山林の戦いの地となった。

### 近世
江戸時代には各地で開田、開畑が進み、農業が発展した。

### 近現代
明治に入ると養蚕業が盛んになるが、隣の瀬戸村にて陶磁器産業が活発になると、瀬戸村に多くの労働者を提供し、昭和にはこの地域でも陶磁器産業が行われるようになった。
行政の面では、町村合併を推し進める愛知県の行政指導を受けて1906年（明治39年）に印場村、新居村、八白村が合併して旭村が成立した。瀬戸との結びつきが強い地域であったことから県から「瀬戸口村」の名称を提案されたが、字数の多さや瀬戸町との錯誤の懸念を理由に却下した。また、旧村名を採ることも避け、日露戦争後という時勢から、「旭村」とした。
矢田川南岸の本地ヶ原地区は明治から第二次世界大戦の終戦まで陸軍の演習場であった。ここには飛行場もあり、パイロットの養成を行ったりしていた。戦後、米軍の接収を経たのち入植がなされ、現在では国道363号線を中心に宅地や商業地としての開発が進んでいる。
1953年（昭和28年）の町村合併促進法公布を受けて守山町・志段味村との合併が持ち上がったが、合併先について町域の東西で瀬戸市・守山町と意見が割れ、結局合併しないことに決めた。
市の要件が人口3万人に緩和されたことを機に1970年（昭和45年）に旭町から尾張旭市となった。

### 年表
- 1906年（明治39年）7月16日：東春日井郡印場村、新居村、八白村が合併し、旭村となる。
- 1943年（昭和18年）：三郷町で松下電工が稼働を開始してからは製造業が主産業となった[9]。
- 1948年（昭和23年）8月5日：町制施行し、旭町となる。
- 1970年（昭和45年）12月1日：市制施行[注 1]。この時千葉県旭市と同名回避の為、同時に改称し尾張旭市となる。なお、これにより東春日井郡が消滅[注 3]。
- 1973年：城山公園ができる。ゴミ焼却処理場「晴丘センター」が完成する。
- 1983年（昭和58年）：全国高校総体が開催されフェンシングの会場となる。
- 1992年（平成4年）：スカイワードあさひが完成する。
- 1994年（平成6年）：わかしゃち国体が開催され、馬術競技の会場となる。
- 2004年（平成16年）：市のイメージキャラクターとして「あさぴー」が誕生。

## 行政

### 市長
- 柴田浩（2023年2月3日就任、1期）

歴代市長
| 代                              | 氏名     | 就任日             | 退任日         | 備考                       |
| 旭町長                          | 旭町長   | 旭町長             | 旭町長         | 旭町長                     |
| ------------------------------- | -------- | ------------------ | -------------- | -------------------------- |
|                                 | 松原定治 | 1969年12月12日     | 1970年11月30日 |                            |
| 尾張旭市長（1970年12月1日市制） |          |                    |                |                            |
| 初-4                            | 松原定治 | （1969年12月12日） | 1985年12月11日 | 市制施行に伴い市長となる。 |
| 5-8                             | 朝見政冨 | 1985年12月12日     | 2001年12月11日 |                            |
| 9-11                            | 谷口幸治 | 2001年12月12日     | 2012年2月6日   | 任期中死去                 |
| 12-13                           | 水野義則 | 2012年3月25日      | 2018年12月31日 | 辞職                       |
| 14                              | 森和実   | 2019年2月3日       | 2023年2月2日   |                            |
| 15                              | 柴田浩   | 2023年2月3日       | 現職           |                            |

※歴代市長

### 財政
2019年度（平成31年度）当初予算案
| 会計名   | 予算額            | 前年度対比 |
| -------- | ----------------- | ---------- |
| 一般会計 | 233億5,000万円    | 6.7％減    |
| 特別会計 | 143億2,900万円    | 0.7％増    |
| 企業会計 | 058億2,659万3千円 | 12.6％減   |
| 全会計   | 435億559万3千円   | 5.3％減    |

## 議会

### 愛知県議会
2023年愛知県議会議員選挙
→詳細は「2023年愛知県議会議員選挙」を参照
- 選挙区：尾張旭市選挙区
- 定数：1人
- 投票日：2023年4月9日

| 候補者名 | 当落 | 年齢 | 党派名     | 新旧別 | 得票数 |
| -------- | ---- | ---- | ---------- | ------ | ------ |
| 青山省三 | 当   | 71   | 自由民主党 | 現     | 無投票 |

2019年愛知県議会議員選挙
→詳細は「2019年愛知県議会議員選挙」を参照
- 選挙区：尾張旭市選挙区
- 定数：1人
- 投票日：2019年4月7日
- 当日有権者数：67,710人[13]
- 投票率：36.06％[13]

| 候補者名 | 当落 | 年齢 | 党派名     | 新旧別 | 得票数   |
| -------- | ---- | ---- | ---------- | ------ | -------- |
| 青山省三 | 当   | 67   | 自由民主党 | 現     | 15,055票 |
| 上田大   | 落   | 46   | 立憲民主党 | 新     | 9,003票  |

2015年愛知県議会議員選挙
→詳細は「2015年愛知県議会議員選挙」を参照
- 選挙区：尾張旭市選挙区
- 定数：1人
- 投票日：2015年4月12日
- 当日有権者数：64,775人[14]
- 投票率：39.76％[14]

| 候補者名 | 当落 | 年齢 | 党派名     | 新旧別 | 得票数  |
| -------- | ---- | ---- | ---------- | ------ | ------- |
| 青山省三 | 当   | 63   | 自由民主党 | 現     | 9,899票 |
| 渡辺智   | 落   | 28   | 民主党     | 新     | 8,208票 |
| 水野鐘太 | 落   | 30   | 減税日本   | 新     | 3,910票 |
| 山下幹雄 | 落   | 57   | 維新の党   | 新     | 3,340票 |

### 衆議院
- 選挙区：愛知7区（大府市、尾張旭市、豊明市、日進市、長久手市、愛知郡）
- 任期：2024年10月27日 - 2028年10月26日
- 投票日：2024年10月27日
- 当日有権者数：353,528人[15]
- 投票率：58.15％

| 当落 | 候補者名   | 年齢 | 所属党派   | 新旧別 | 得票数    | 重複 |
| ---- | ---------- | ---- | ---------- | ------ | --------- | ---- |
| 当   | 日野紗里亜 | 36   | 国民民主党 | 新     | 111,406票 | ○    |
|      | 鈴木淳司   | 66   | 自由民主党 | 前     | 71,176票  |      |
|      | 鈴木弘一   | 49   | 日本共産党 | 新     | 16,780票  |      |

## 施設

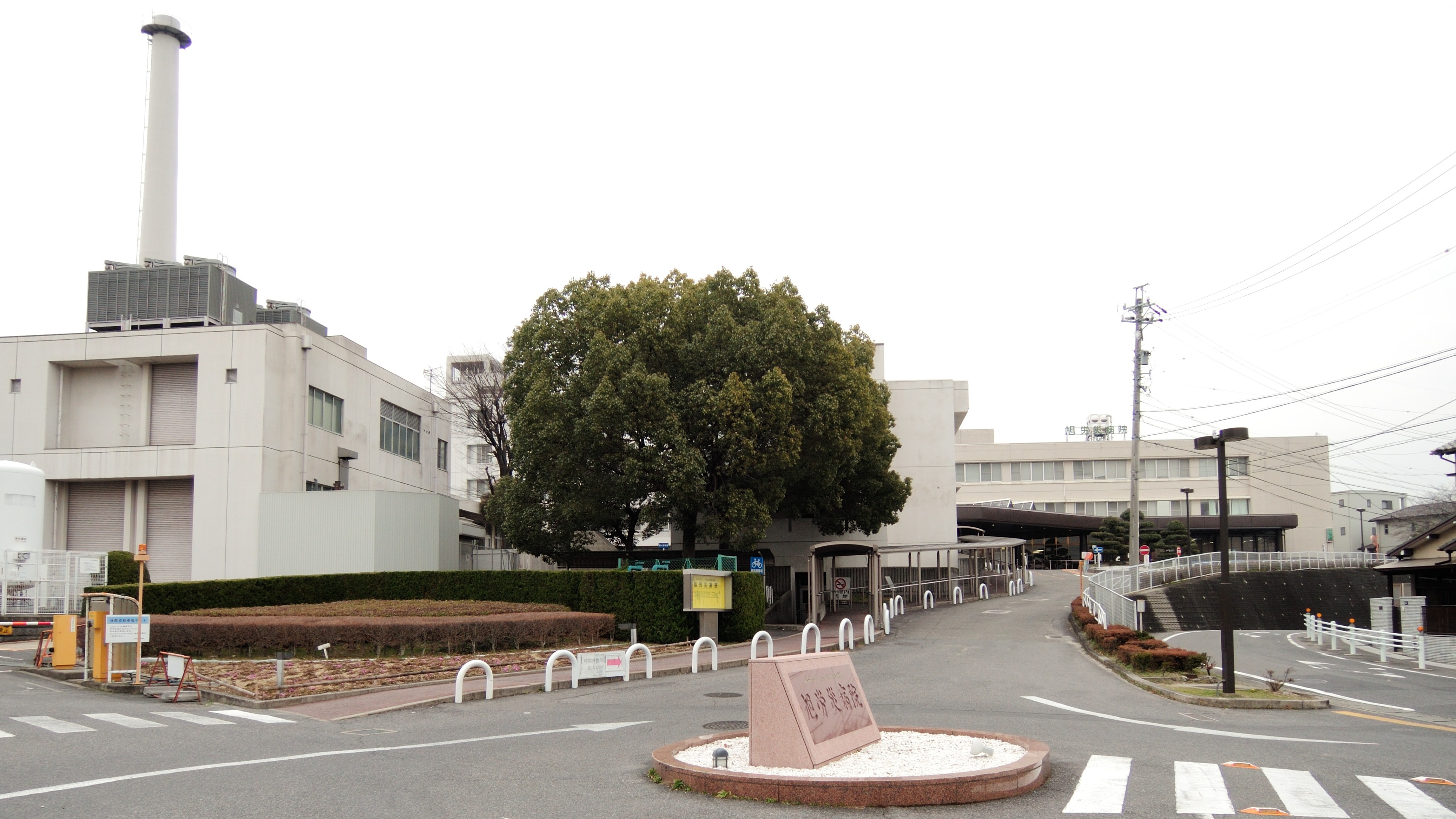
旭労災病院

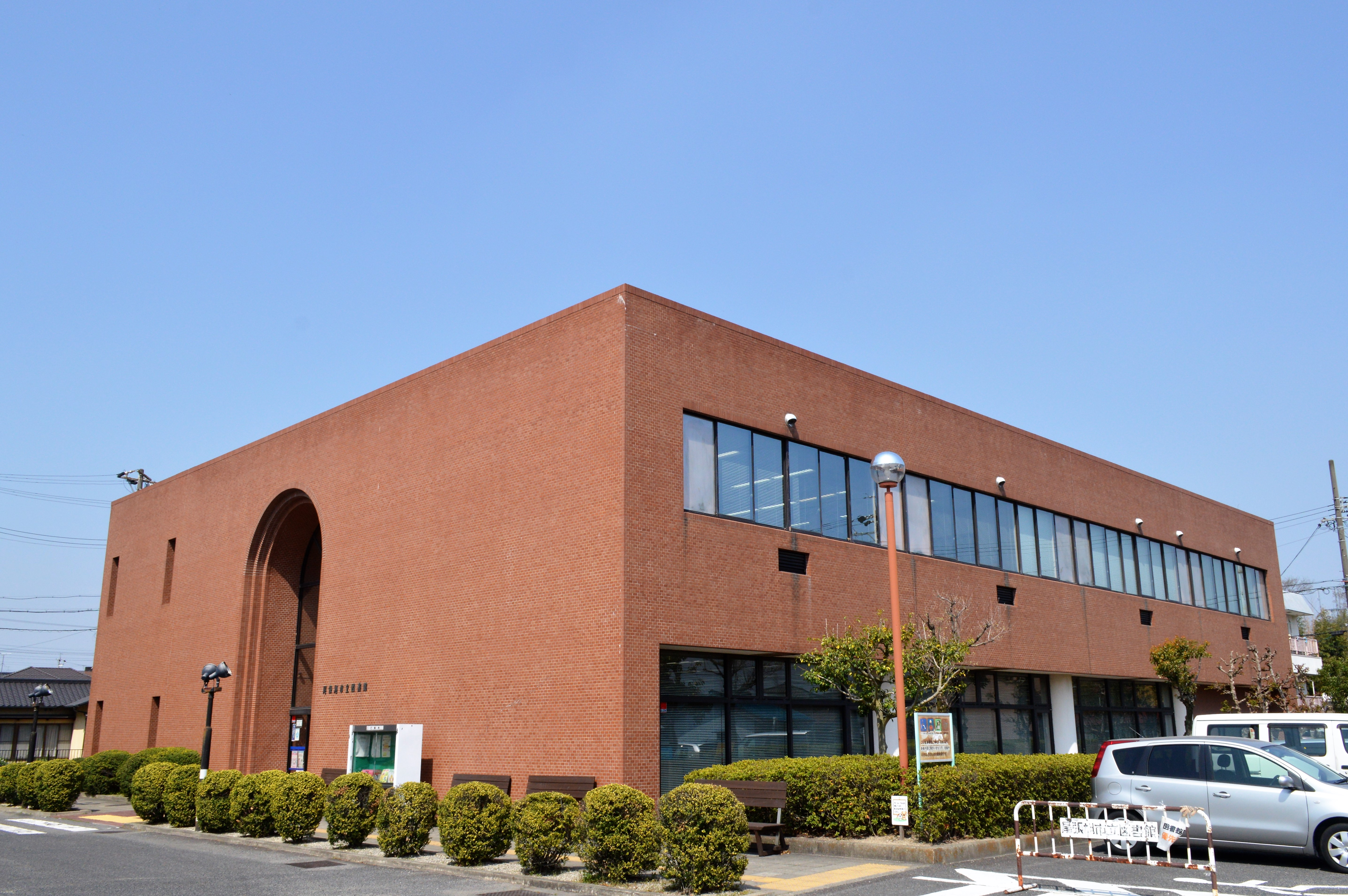
尾張旭市立図書館

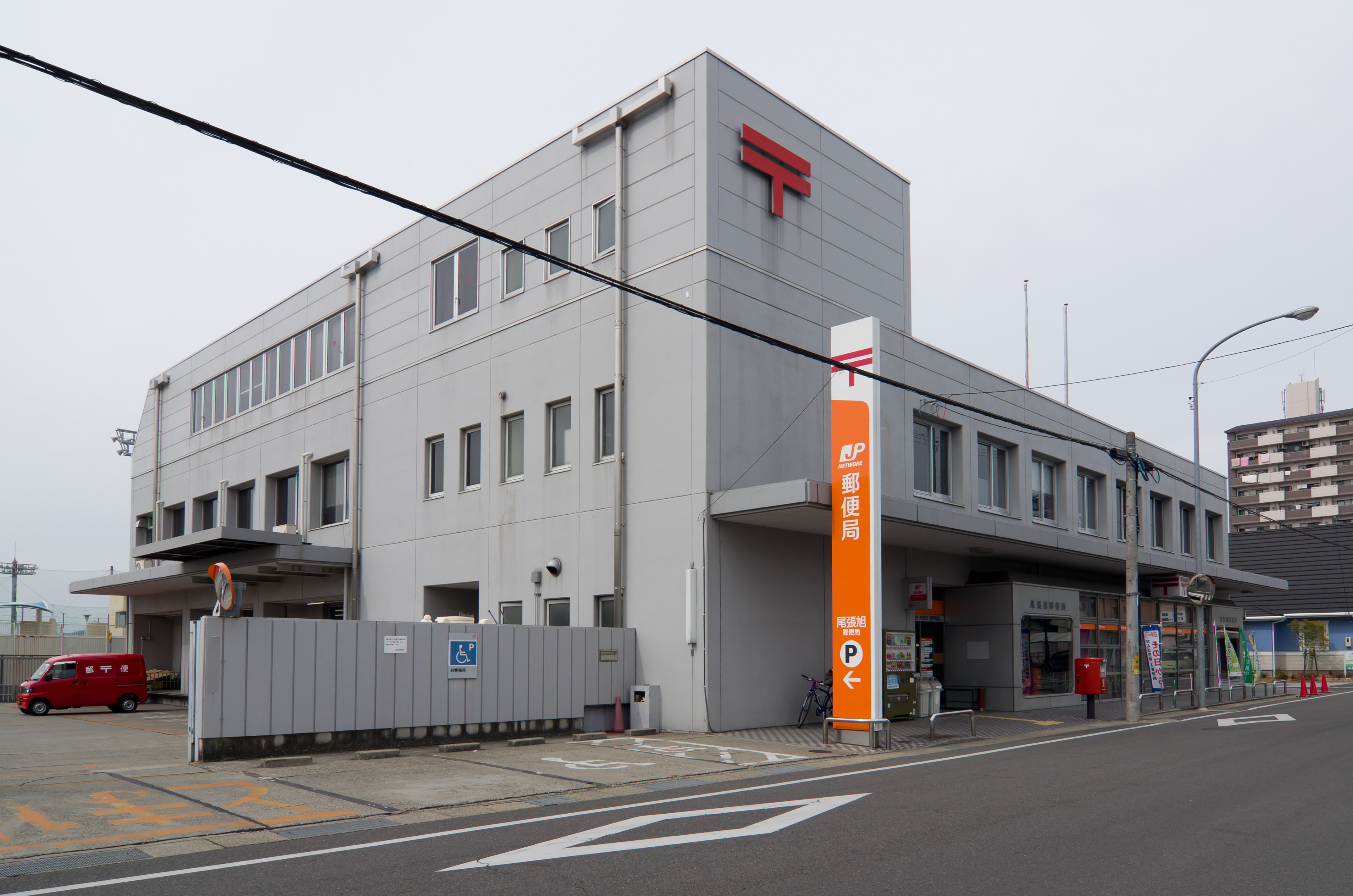
尾張旭郵便局

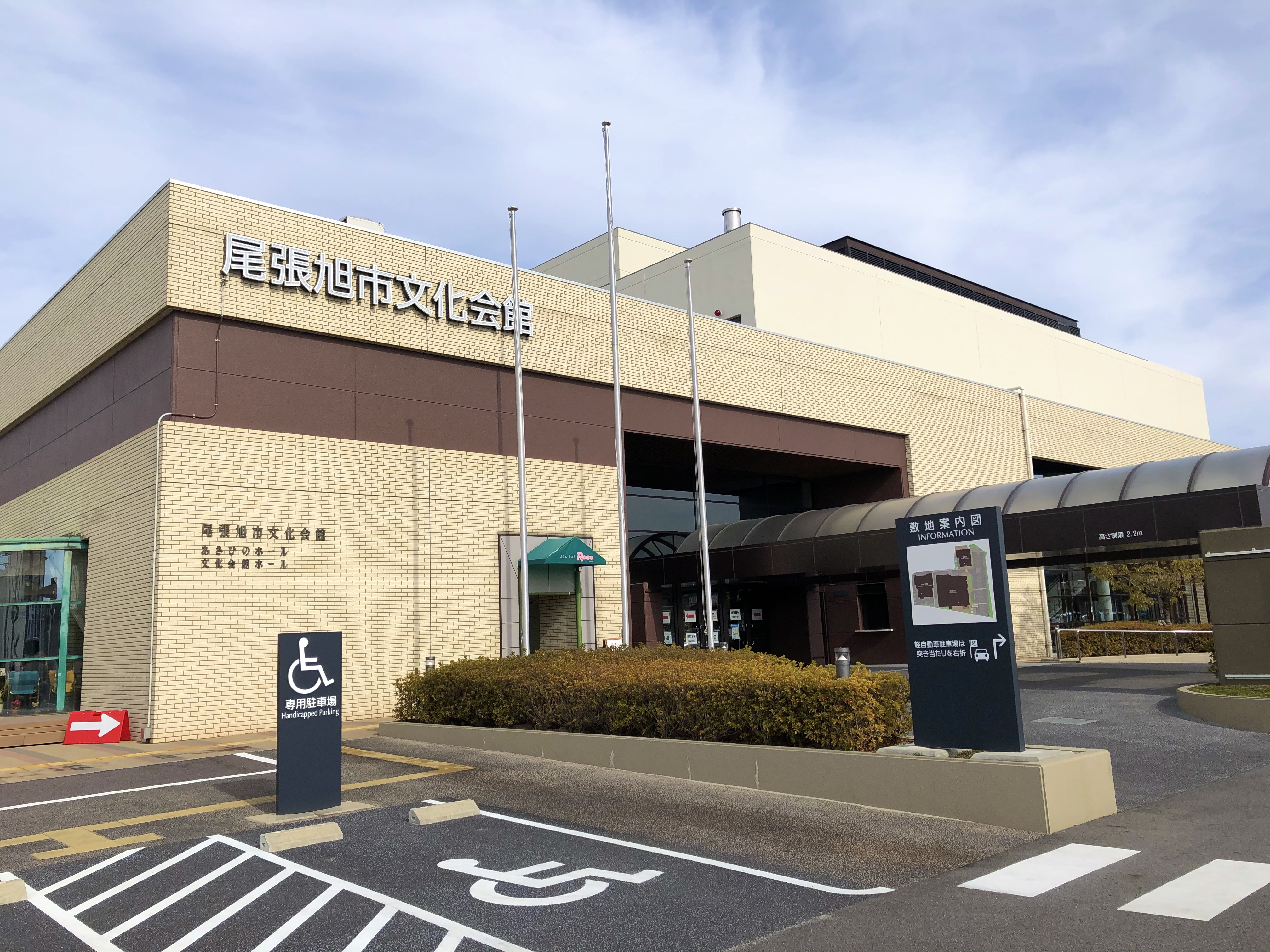
尾張旭市文化会館

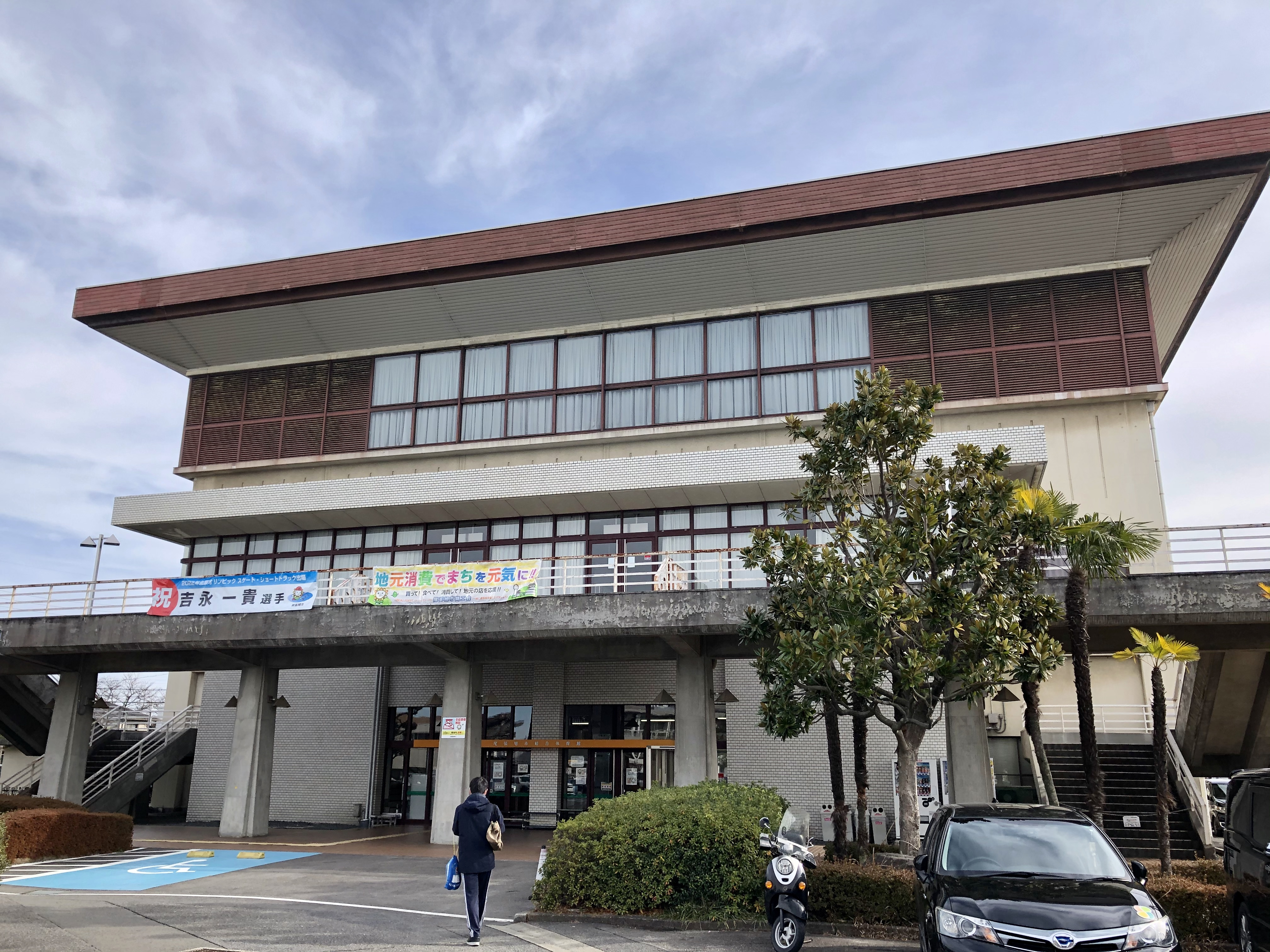
尾張旭市総合体育館

### 警察
市内に警察署はない。名古屋市守山区にある愛知県守山警察署が管轄する。そのため市内の交番にある警察車両には尾張小牧ナンバーではなく名古屋ナンバーが付いている。
- 尾張旭幹部交番（尾張旭市東大道町）北緯35度12分57.7秒 東経137度2分16.5秒 / 北緯35.216028度 東経137.037917度
- 東栄交番（尾張旭市東栄町2丁目）北緯35度13分2.7秒 東経137度3分5.9秒 / 北緯35.217417度 東経137.051639度
- 本地ヶ原交番（尾張旭市東本地ヶ原町3丁目）北緯35度12分1秒 東経137度2分23.7秒 / 北緯35.20028度 東経137.039917度
- 印場交番（尾張旭市印場元町）北緯35度12分37.4秒 東経137度0分41.9秒 / 北緯35.210389度 東経137.011639度

### 消防
本部
- 尾張旭市消防本部

消防署
- 尾張旭市消防署（東大道町曽我廻間2301-1）

### 医療
主な医療施設
- 旭労災病院
  - 市内の公的な病院はここしかない。市境からは愛知医科大学病院（長久手市）や公立陶生病院（瀬戸市）にも比較的近い。

### 図書館
- 尾張旭市立図書館
  - 1957年の尾張旭市公民館竣工と共に図書室を設置。1973年の尾張旭市民会館竣工と共に図書室を移転。1981年4月7日に尾張旭市立図書館が開館。1980年には移動図書館サービスを開始したが、2001年にサービスを終了している。2004年には瀬戸市・長久手町（現・長久手市）・名古屋市守山区の住民に対する広域貸出を開始。2010年には日進市の住民にも広域貸出を拡大した。延床面積は1,393.25m2。2014年度の蔵書点数は209,930点、貸出点数は627,244点。[16]

### 郵便局
- 尾張旭郵便局

### 公民館
- 尾張旭市民会館
- 尾張旭市公民館
- 尾張旭市文化会館
- 尾張旭市中央公民館

### 運動施設
- 尾張旭市総合体育館
- 尾張旭市民プール

### その他
- 尾張旭市西部浄化センター
- 尾張東部衛生組合晴丘センター（ごみ処理施設）

## 姉妹都市・提携都市

### 海外
フレンドシップ相手国
2005年に開催された愛知万博では「一市町村一国フレンドシップ事業」が行われた。名古屋市を除く愛知県内の市町村が、120の万博公式参加国をそれぞれフレンドシップ相手国として迎え入れた。
- トンガ王国

その他
- 健康都市連合
それぞれの都市の居住者の健康を守り、また生活の質の向上のために取り組む複数の都市のネットワークである。

#### 国内
提携都市
- 輪島市（石川県）
2012年（平成24年）7月18日 災害時相互応援協定締結

## 経済

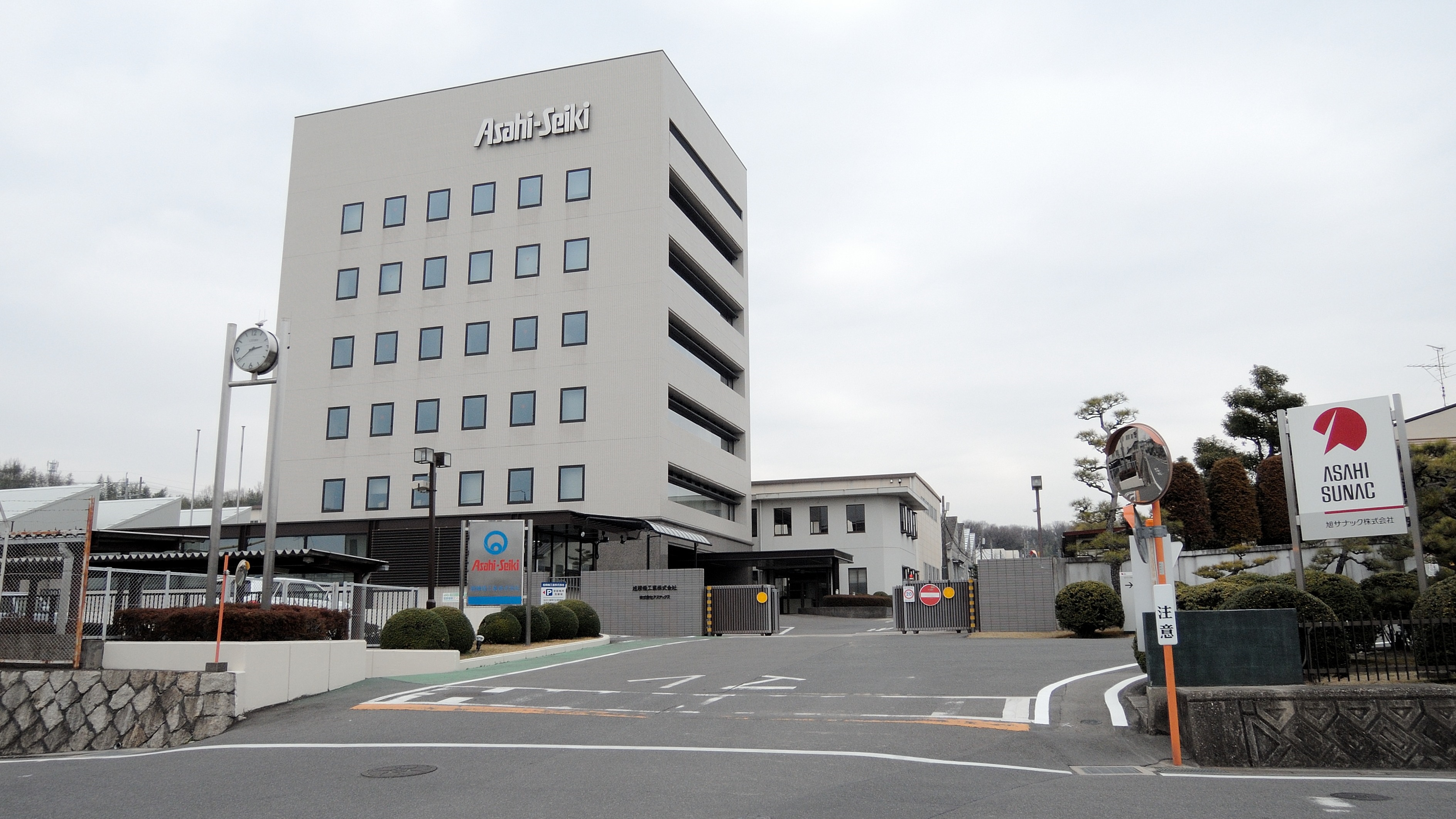
旭精機工業

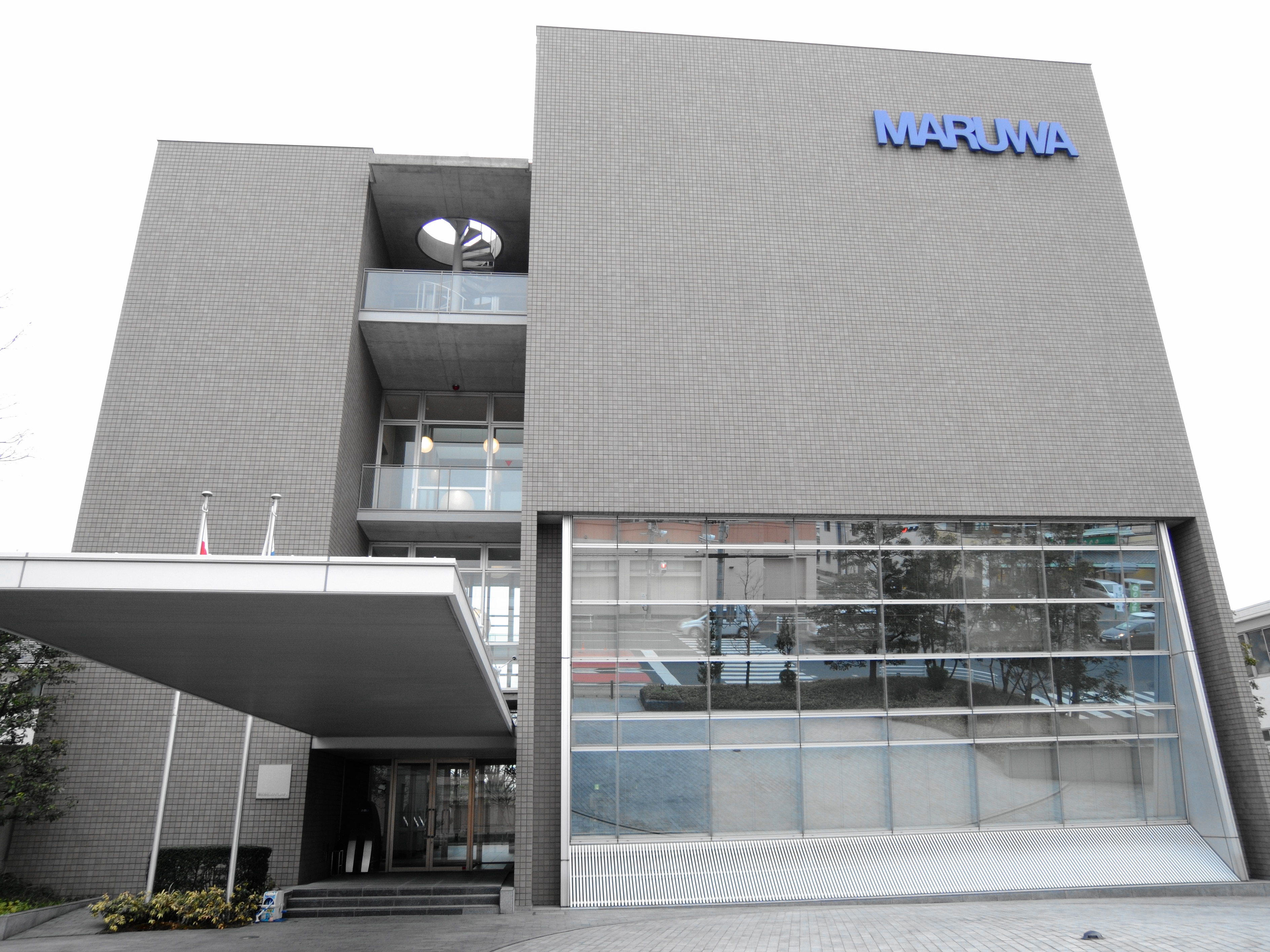
MARUWA

### 工業
- 電気機器工業
- 機械工業
- 窯業土石製品工業
- 紙製産業
- 自動車部品工業
- 全国の干支の置物の約8割を生産している株式会社 玉善
- 日立オムロンターミナルソリューションズのATM製造（旧日立製作所旭事業所。現在は、日立オムロンの旭本社となっている。）

### 商業
主な商業施設
- CiiNA CiiNA 尾張旭（旧・イトーヨーカドー 尾張旭店）
  - ロピア 尾張旭
- エディオン 尾張旭店
- KEIZ
- ケーズデンキ 尾張旭店
- タチヤ
  - 旭前店
  - 長久手店（旧バロー尾張旭店）
- ナフコ 尾張旭店
- バロー 城山店
- ピアゴ 印場店
- フィール ASKA
- カネスエ
  - 三郷店
  - 中井田店（旧・ヤマナカ 三郷店）

### 市内に本社を置く主な企業
上場企業
- 旭精機工業
- MARUWA

その他の主な企業
- 三郷陶器
- ニワショーセラム
- 日立オムロンターミナルソリューションズ
- テクノパーツ株式会社（旧・リンナイ旭工場）
- ミノヤランチサービス
- 坂田酒販
- 旭サナック

### 市内に事業所を置く主な企業
- 中部電力パワーグリッド 旭名東営業所
- 三菱電機　名古屋製作所　尾張旭工場

## 生活基盤
- 市外局番は大半の地域で0561（瀬戸市などと同じ瀬戸MA）[注 4]だが、東名西町や庄南町など、名古屋市に隣接の一部地区では052（名古屋市などと同じ名古屋MA）。尾張旭市役所の電話番号は0561の市外局番が使われている。両地区間の通話は市外料金扱いとなる。
- 郵便番号は、〒488-0xxx。
- 車検証の住所（使用者）が本市の自動車には、尾張小牧ナンバーが交付される。

## 交通

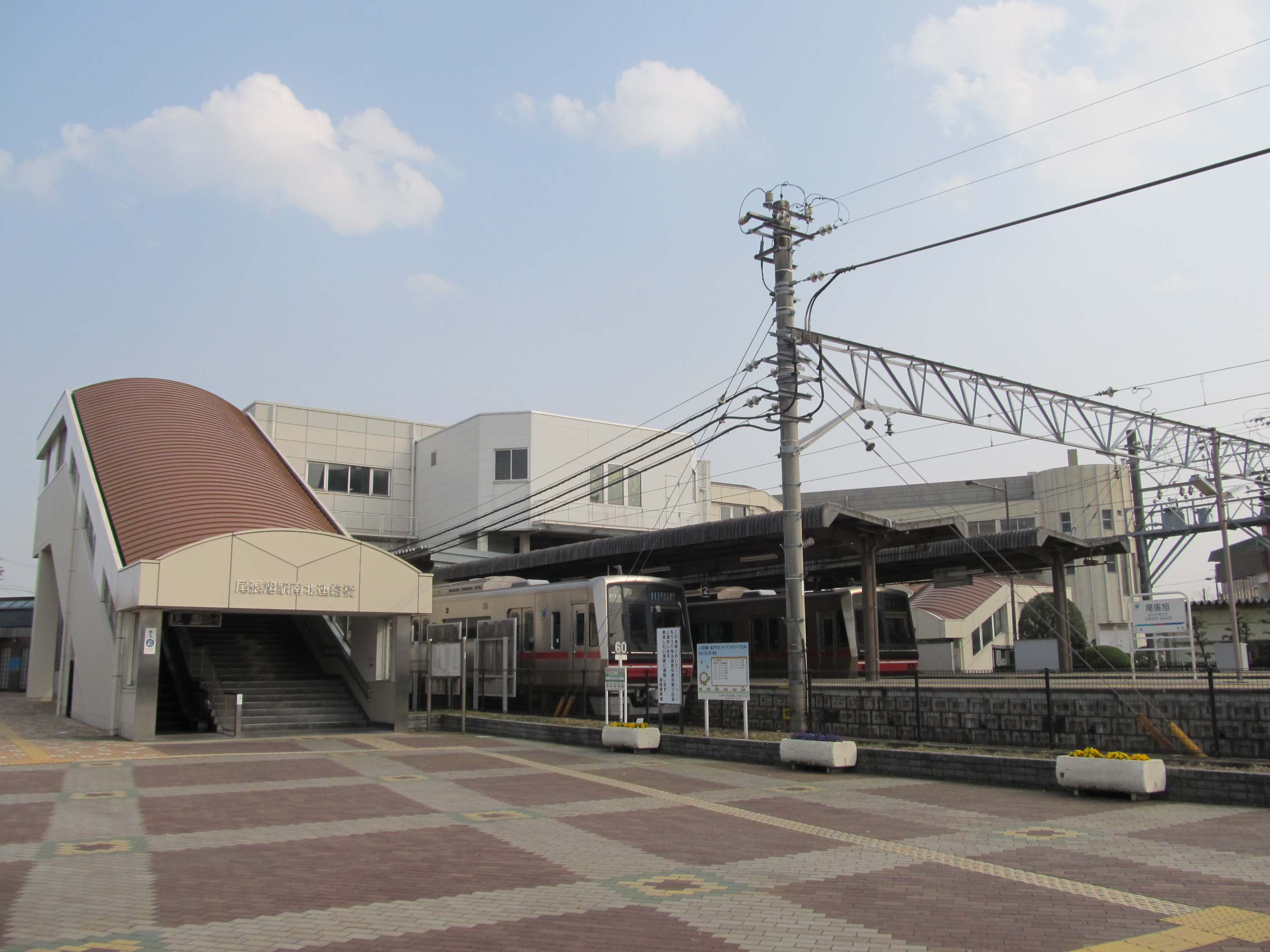
尾張旭駅

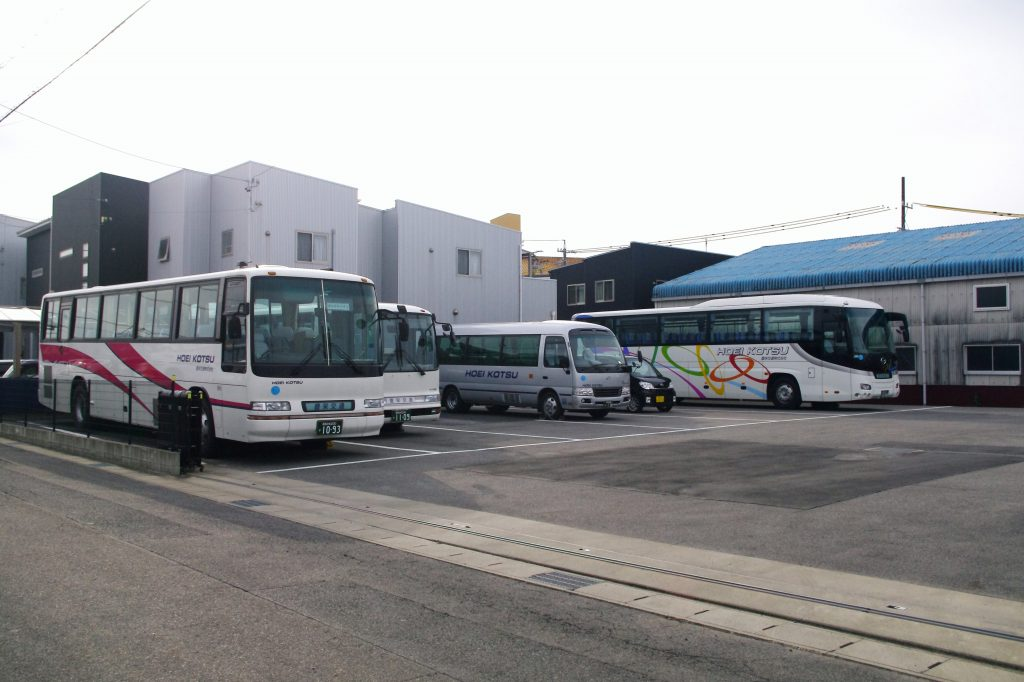
豊栄交通 尾張旭営業所

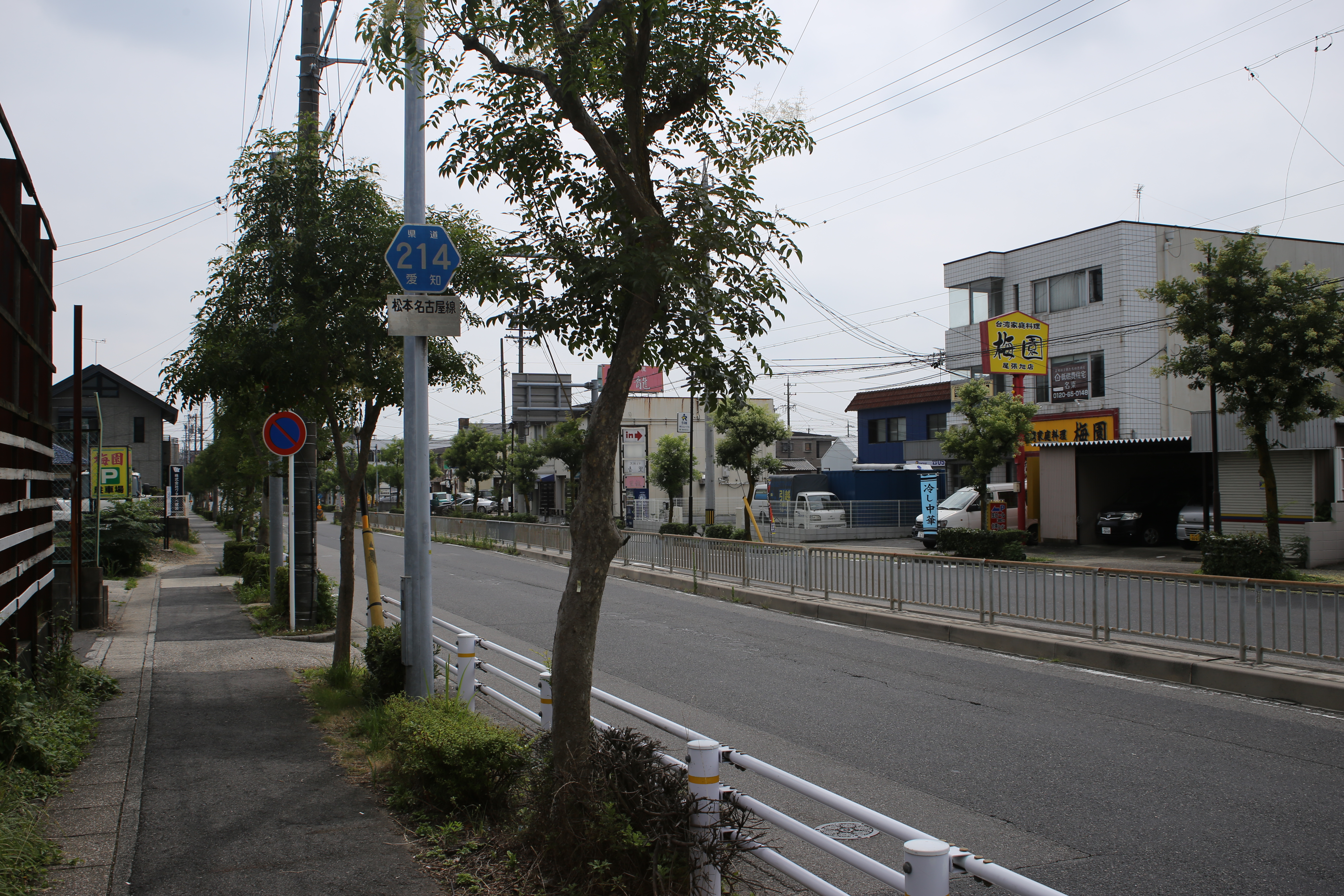
県道214号

### 鉄道
市内の鉄道はほぼ中央を東西に貫通する名鉄瀬戸線のみで、南北に貫通する路線は存在しない。中心駅は尾張旭駅であるが、利用者は三郷駅の方が多い。急行は尾張旭駅と三郷駅に停車し、準急と普通は市内の全ての駅に停車する。
名古屋鉄道
瀬戸線：印場駅 - 旭前駅 - 尾張旭駅 - 三郷駅

### バス
名鉄バス
基幹バスが尾張旭向ヶ丘から市内を縦断して国道363号（瀬港線）の晴丘交差点で瀬戸駅方面からの路線と合流し名鉄バスセンターまで運行している。尾張旭駅も経由している。
尾張旭向ヶ丘から市内を縦断して長久手市に入り、愛知医科大学病院・長久手古戦場駅まで運行している。こちらの路線も尾張旭駅を経由する。
名古屋市営バス
印場駅を中心として、藤が丘駅や志段味方面へ運行している。印場駅に入らずに（印場バス停に停車）市域を通過し藤が丘駅と志段味方面を結ぶ系統（藤丘12）も存在する。このほかに基幹2号系統が四軒家停留所のうち市域にあるものを終点としている（始発停留所も市境から近い）。
本地住宅バス停を発着する系統（幹藤丘1、本郷11、小幡11）が市域を通過している。同停留所は市境にも非常に近い。
市境から近い場所にある停留所として、南原などがある。
ゆとりーとライン
印場バス停（印場駅には乗り入れない）から高蔵寺駅へ運行している。出入庫系統という位置づけであり、本数は非常に少ない。また途中停留所はない（市内にある東尾張病院南停留所は通過）が、志段味サイエンスパーク経由の系統が東尾張病院 - 長狭間でごく僅かに市域を通過している。どちらの停留所も市境から近い。
尾張旭市営バス（あさぴー号）
尾張旭市役所を中心として、市内を東西2ルートにて循環運行しているコミュニティバス。本地住宅（西ルート、名古屋市守山区にある）から藤が丘駅行きの名古屋市営バス（幹藤丘1）へ連絡する。また2020年10月1日からは、旭労災病院で印場駅・志段味方面行きの名古屋市営バス（志段味巡回）へも連絡している。

### 道路
高速道路
- 東名高速道路（旭BS（ただし、現在は休止））

※ 高速道路通行には守山SIC、名古屋IC、春日井IC、大森IC、引山ICなどを利用する。
一般国道
- 国道363号（瀬港線）

主要地方道
- 愛知県道22号瀬戸環状線
- 愛知県道61号名古屋瀬戸線（瀬戸街道）
- 愛知県道75号春日井長久手線（森林公園通り）

一般県道
- 愛知県道208号上半田川名古屋線（旭街道、山手通り）
- 愛知県道213号篠木尾張旭線
- 愛知県道214号松本名古屋線（山手通り）

市内の道路通称名
- 瀬港線（国道363号の一部）
- 森林公園通り（愛知県道75号春日井長久手線の一部）
- 旭台通り
- 城山街道
- 桜ケ丘通り
- 北原山中央通り
- 中央通り
- シンボルロード
- 旭街道（愛知県道208号上半田川名古屋線の一部）
- 山手通り（愛知県道208号上半田川名古屋線の一部、愛知県道214号松本名古屋線の一部）
- 長坂通り
- 白山道
- 瀬戸街道（愛知県道61号名古屋瀬戸線）

## 教育

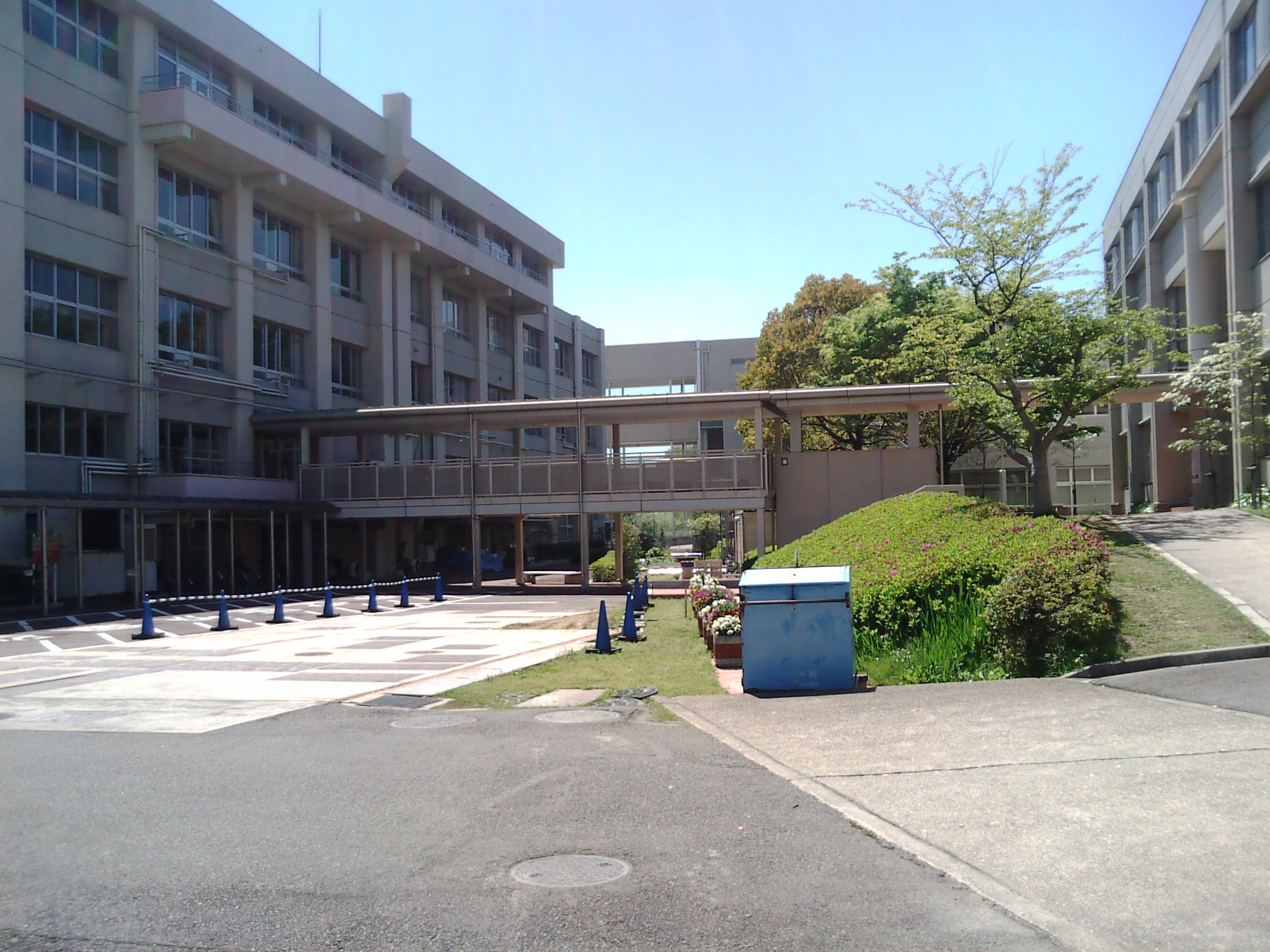
名古屋産業大学・名古屋経営短期大学

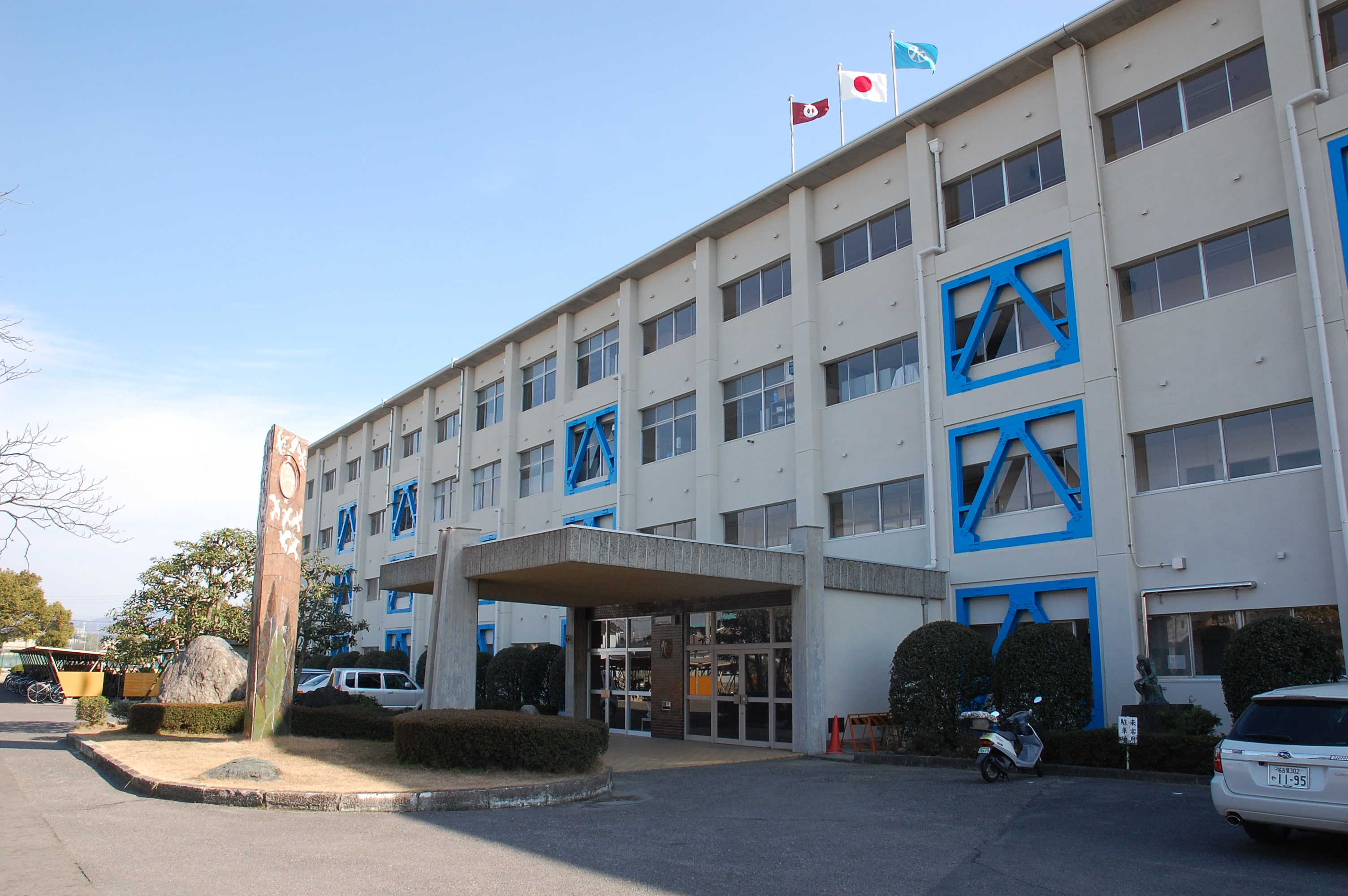
愛知県立旭野高等学校

### 大学
私立
- 名古屋産業大学
- 名古屋経営短期大学

### 高等学校
- 愛知県立旭野高等学校

※愛知県立長久手高等学校の体育館とグラウンドは、当市の晴丘町池上にある。

### 中学校
- 尾張旭市立旭中学校
- 尾張旭市立西中学校
- 尾張旭市立東中学校

### 小学校
- 尾張旭市立旭小学校
- 尾張旭市立旭丘小学校
- 尾張旭市立三郷小学校
- 尾張旭市立渋川小学校
- 尾張旭市立城山小学校
- 尾張旭市立瑞鳳小学校
- 尾張旭市立東栄小学校
- 尾張旭市立白鳳小学校
- 尾張旭市立本地原小学校

### その他の学校
- 愛知県消防学校

## 名所・旧跡観光スポット

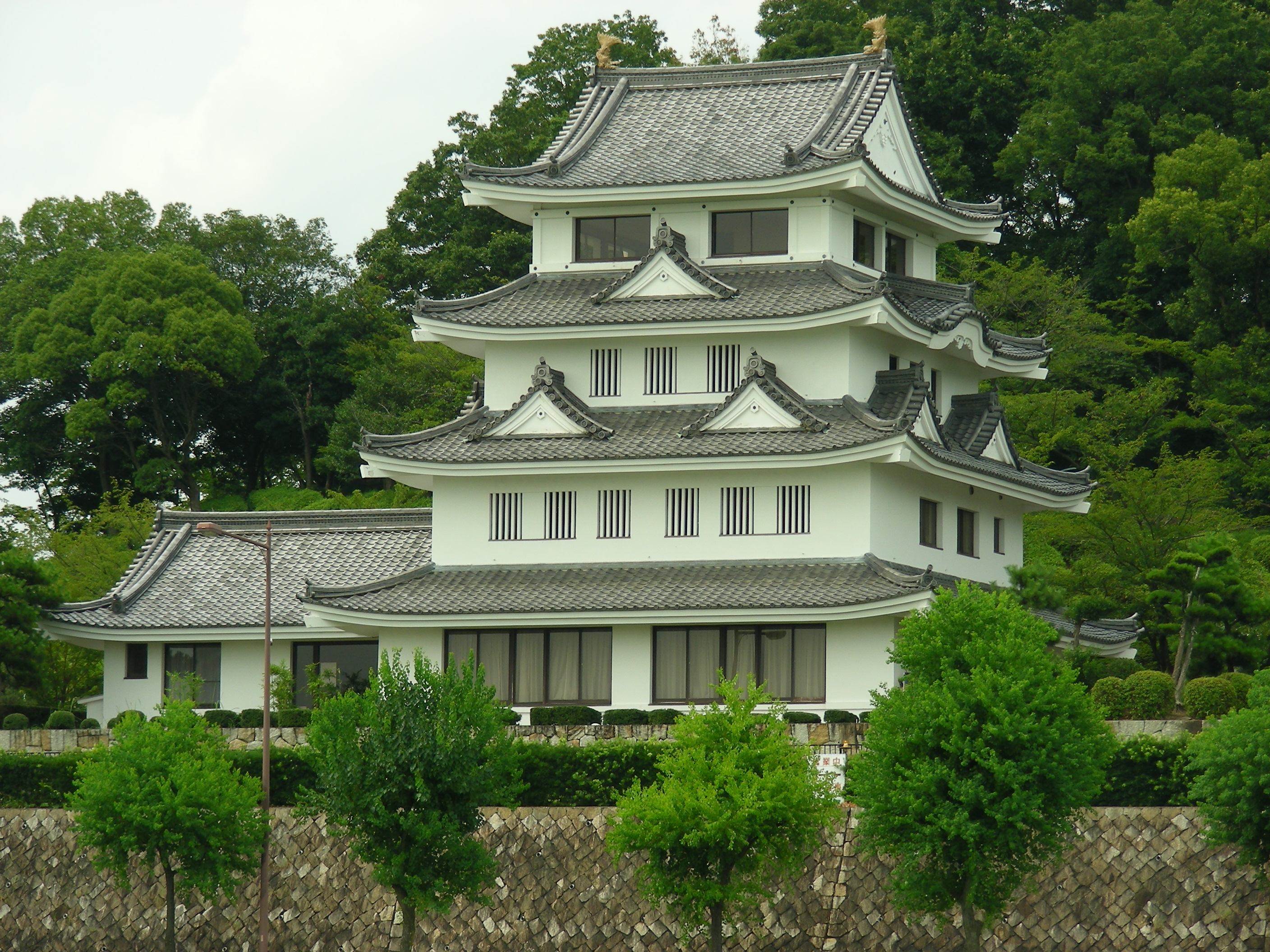
城山公園

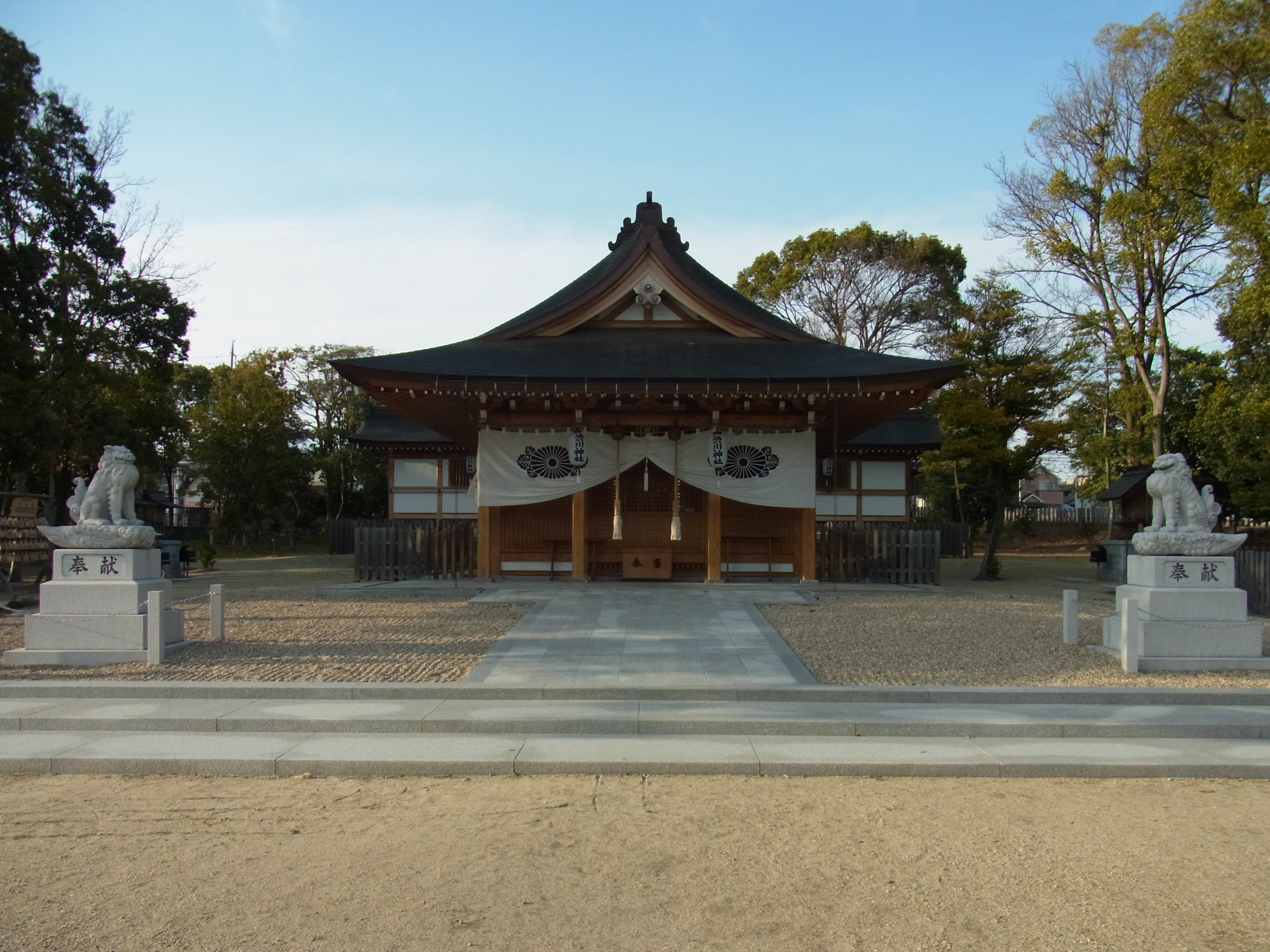
渋川神社

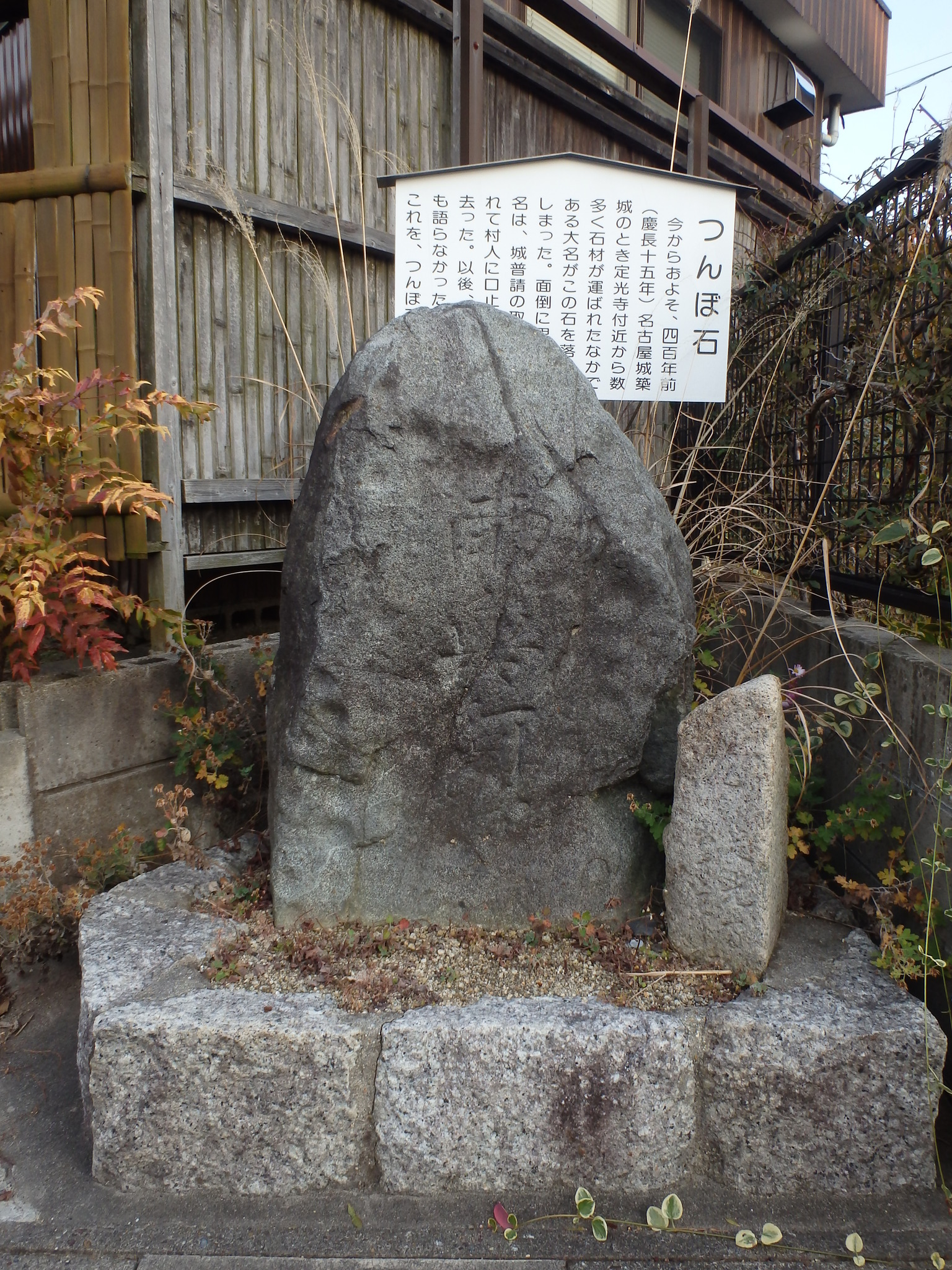
つんぼ石

### 名所・旧跡
城郭
- 新居城（旭城） 
  - 城跡は城山公園として整備されている。模擬天守が建っているがこれはレストランと展望台である。

寺院
- 退養寺
- 洞光院
- 三郷庵
- 少林寺
- 庄中観音堂
- 福田寺
- 法遍寺
- 良福寺

神社
- 秋葉神社
- 一之御前神社
- 多度神社
- 直會神社
- 渋川神社 - 山田郡の総社。織田信長が社殿を改修し、徳川光友が再建。2008年に現在の社殿が再建された。
- 八幡神社
- 御嶽神社
- 山ノ神社

遺跡
- 印場大塚古墳

### 観光スポット
公園
- 愛知県森林公園
- 城山公園
  - スカイワードあさひ
  - 新居城（旭城） - 模擬天守となっており、中にはレストランが営業している。
- 小幡緑地（東園） - 小幡緑地の「本園」と「西園」は、名古屋市守山区に所在する。

その他
- つんぼ石
- どうだん亭（旧浅井家住宅離れ） : 建物の一部が、国の登録有形文化財に登録されている。
- 厄除弘法大師 : 浅野祥雲作で基礎を含め地上高約10mのコンクリート製の弘法大師像

## 文化

### 祭事・催事
主な祭事・催事
- 生涯学習フェスティバル（2月〜3月）
- さくらまつり（4月）
- 市民体育大会（5月〜10月）
- 福祉マインドフェア（8月上旬）
- たのしい夏祭り（8月下旬）
- 市民祭（10月）
- 農業まつり（11月）
- 市民文化祭（11月上旬）
- 納涼花火大会（2003年度より中止[注 5]）
- 市民音楽祭

### 紅茶の店
2011年から「おいしい紅茶の店日本一」を目指す町興しを行っている。何らかの分野で日本一を目指そうという動機から「尾張旭を日本一にする会」を興し、紅茶が選ばれた。2011年11月1日に日本紅茶協会から15店舗が「おいしい紅茶の店」に認定された。2013年には17店となり、大阪市と同率で「おいしい紅茶の店 店舗数 日本一（人口一人あたり）」に認定された。2014年には全国最多の19店舗となった。

## 出身著名人
- 伊藤翼（作曲家、編曲家、音楽プロデューサー）
- 森和実（政治家、前尾張旭市長）
- 松原武久（政治家、元名古屋市長）
- 青木さやか（タレント）
- 中島礼香（アイドル）
- 広田さくら（プロレスラー）
- 金原弘光（総合格闘家）
- 橋本省吾（漫画家）
- 滝川真由子（競艇選手）
- 加藤利幸（オペラ歌手）
- 寺本晃輔（劇作家）
- 水野義則（政治家、元尾張旭市長、尾張旭市議会議員）
- 小川さやか（文化人類学者、立命館大学大学院先端総合学術研究科教授）
- 谷口巌（国文学者、南京事件研究家、愛知教育大学名誉教授）
- 谷口知広（DA PUMPのメンバー）
- 鎌田菜月（アイドル、SKE48チームKⅡのメンバー）
- 青海ひな乃（アイドル、SKE48チームEのメンバー）
- 髙橋宏斗（プロ野球選手。中日ドラゴンズ投手）
- 田村翔太（プロサッカー選手）
- 奥村久子（ゴルフ選手）
- 吉永一貴（英語版）（ショートトラックスピードスケート選手）
- 近藤笑菜（女優）
- 田所光之マルセル（ピアニスト）
- 河内杏月（鹿児島テレビアナウンサー）